# كارل شارلييه
كارل شارلييه (بالسويدية: Carl Charlier)‏ (و. 1862 – 1934 م) هو عالم فلك، وعالم إحصاء من السويد. ولد في إوسترسوند. كان عضوًا في الأكاديمية الملكية السويدية للعلوم.
توفي في لوند، عن عمر يناهز 72 عاماً.

## التعليم
تعلم في جامعة أوبسالا.

## مناصب وهيئات
أدار جامعة لوند، وجامعة أوبسالا.

## جوائز
حصل على جوائز منها:
- وسام بروس (1933).

## روابط خارجية
- كارل شارلييه على موقع إن إن دي بي (الإنجليزية)